# Julie Anne San Jose
Julie Anne Peñaflorida San Jose (Quezon City, 17 maggio 1994) è una cantautrice e attrice filippina.

## Biografia
Dopo essere stata membro del gruppo Sugar Pop, Julie Anne San Jose ha ricevuto grande popolarità con la partecipazione al programma televisivo Party Pilipinas e grazie alla sua cover di Super Bass di Nicki Minaj. Il suo album di debutto eponimo è stato pubblicato nel 2012 ed è stato certificato disco di diamante nelle Filippine. È stato promosso dal singolo I'll Be There, che ha ricevuto quattro dischi di platino nel paese con oltre 245 000 download digitali. Nel medesimo anno è stata protagonista della serie Together Forever e del film Just One Summer. La cantante ha continuato la sua carriera musicale con il disco Deeper nel 2014, che è stato certificato tre volte disco di platino in madrepatria.

## Filmografia parziale

### Cinema
- Tween Academy: Class of 2012, regia di Mark A. Reyes (2011)
- My Kontrabida Girl, regia di Jade Castro (2012)
- Just One Summer, regia di Mac Alejandre (2012)
- Kubot: The Aswang Chronicles 2, regia di Erik Matti (2014)

### Televisione
- Gaano Kadalas ang Minsan – serie TV (2008)
- Daldalita – serie TV (2011)
- Tween Hearts – serie TV (2012)
- Together Forever – serie TV (2012)
- Kahit Nasaan Ka Man – serie TV (2013)
- Buena Familia – serie TV (2015-2016)
- Pinulot Ka Lang sa Lupa – serie TV (2017)
- My Guitar Princess – serie TV (2018)

### Doppiatrice
- Barangay 143, serie animata (2018)

## Discografia

### Album in studio
- 2012 – Julie Anne San Jose
- 2014 – Deeper
- 2016 – Chasing the Lights

### Raccolte
- 2013 – GMA Records' #1 Hits
- 2013 – BEAUTY & THE MUSIC Vol. 1
- 2013 – PERS LAB: GMA Collection Series
- 2018 – My Guitar Princess OST

### EP
- 2015 – Forever
- 2018 – Breakthrough

### Singoli
- 2012 – I'll Be There
- 2012 – Baby U Are
- 2012 – Enough
- 2012 – Let Me Be the One
- 2012 – Bakit Ngayon
- 2012 – For Everything
- 2014 – Deeper
- 2014 – Right Where You Belong
- 2014 – Blinded
- 2014 – Tulad Mo
- 2014 – Kung Maibabalik Ko Lang
- 2014 – Dedma (con Abra)
- 2015 – Tidal Wave
- 2015 – Not Impressed
- 2015 – Forever
- 2016 – Naririnig Mo Ba?
- 2016 – Chasing the Light
- 2018 – Nothing Left
- 2018 – Your Song
- 2018 – Tayong Dalawa
- 2018 – Down for Me (feat. Fern)
- 2019 – Regrets
- 2019 – Isang Gabi